# برنزکی
برنزکی، روستایی در دهستان توکهور بخش توکهور  شهرستان میناب در استان هرمزگان ایران است.

## جمعیت
بر پایه سرشماری عمومی نفوس و مسکن در سال ۱۳۹۵، جمعیت این روستا برابر با ۲۷ نفر (۱۰ خانوار) بوده‌است.